# Manuel Font Fernández de la Herrán
Manuel Font Fernández de la Herrán (Màlaga, 1863) fou un músic malagueny. Estudià harmonia i composició musical amb el mestre de la catedral de Sevilla, Evaristo García de Torres, completant la seva educació artística amb el seu pare, José Font i Marimont: guanyà per oposició, la plaça de director de la banda municipal de Sevilla que dirigí durant molts anys. Com a mestre, la majoria dels que en la mencionada capital andalusa es dedicaren a la música per aquella època foren deixebles seus. Com a compositor és autor de les sarsueles següents:
- La casa del duende:
- La perla del mar:
- Maravillas:
- La pastora:
- Los palomos:
- Rie, payaso: opereta
- La paz armada:
- La partía del Vivillo i d'altres.

Així mateix és autor de moltes obres de caràcter eminentment popular, marxes, passacalles, i en el caràcter religiós, a més d'un gran nombre de salves i motets, és autor d'un notable Oratorio al Cristo de Burgos, que anualment és solemnement executat en la Catedral de Sevilla.